# Редактор (професія)
Реда́ктор — (від лат. redactor «той, хто переганяє») особа, яка робить редагування (складає, перевіряє та виправляє зміст) видання (книги, журналу, газети тощо).
Редактор не тільки обробляє авторські матеріали, а й переробляє у відповідний формат того чи іншого засобу масової інформації чи книжкового видавництва. До обов'язків редактора належить і така робота, як розподіл авторських завдань і контроль за їх своєчасним і якісним виконанням, популяризації компанії, у якій він працює. Саме тому вся інформація повинна бути актуальною, точною, грамотно поданою та викладеною повною мірою.

## Різновиди професії
- художній редактор;
- технічний редактор;
- редактор телебачення;
- літературний редактор;
- редактор фільму;
- музичний редактор.

### Художній редактор
Фахівець у галузі технічного та художнього оформлення видань.
Обов'язки
- редагувати видання та їхнє художнє ілюстрування;
- брати участь у розробці проєктів технічного та художнього оформлення видань;
- визначати, які саме авторські оригінали придатні для поліграфічного відтворення;
- якісно виконувати графіки видань;
- виконувати коректуру тексту пробних відбитків ілюстрацій;
- оцінювати якість кожного розвороту та шпальти, набору, давати друкарні необхідні вказівки про усунення допущених помилок і недоліків при наборі художнього оформлення;
- готувати до друку обкладинку з технічним редактором.

### Технічний редактор
Це працівник видавництва, який робить технічне редагування видання. Він перевіряє, наскільки оригінал видання відповідає нормативним вимогам, розмічає оригінали до набору тощо.

## Фахові вимоги редактора
1)Працівник редакторського-видавничого цеху має отримати вищу гуманітарну освіту, яка передбачає знання з таких дисциплін, як філософія, політологія, культурологія, економіка, історія, правознавство, соціологія, психологія, логіка, українська та зарубіжна література. Основна вимога до редактора — це володіння державною та однією-двома іноземними мовами. 

2) Кваліфікований редактор-видавець повинен орієнтуватися в таких дисциплінах:
- історичний (історія видавничої справи — в світі і в своїй державі, історія редагування);
- теоретичний (основи видавничої справи та редагування, теорія масової комунікації, теорія твору, текстознавство);
- творчий (редагування за видами видань, художнє та технічне редагування, редакторська майстерність)
- організаційно-практичний (вступ до спеціальності, організація і планування видання, коректура, поліграфія, режисура та архітектоніка видання);
- нормативно-правничий (видавничі стандарти, авторське право, правові основи масової комунікації);
- маркетинговий (видавничий бізнес, видавнича справа за кордоном, електронна комерція).

3) У зв'язку з комп'ютеризацією редакційно- видавничого процесу фахівець повинен обов'язково володіти із зміною технології підготовки видавничих оригіналів. Це означає, що у видавництвах оператори комп'ютерного складання повинні вміти набирати тексти у відповідні формати й одразу вдосконалювати текст, розумітися в електронних таблицях, текстових, графічних та ілюстративних редакторських програм. Для цього потрібно володіти такими предметами, як «Система верстки», «Дизайн видання», «Макетування і верстка».
Для того, щоб стати редактором друкованого періодичного видання, необхідно протягом декількох років пропрацювати журналістом. Редакторам інтернет-порталів важливо знати й розуміти принципи інтернет-просування. Редактори книг, як правило, починають з позицій помічників. Особливо довгим є кар'єрний шлях редакторів на телебаченні і радіо.

## Функціональні обов'язки редактора
- ґрунтовне ознайомлення з авторським оригіналом та підготовка аргументованого редакторського висновку;
- формулювання письмових вимог до автора;
- редагування затвердженого головним редактором авторського оригіналу;
- ознайомлення автора з внесеними правками;
- надання авторові необхідної допомоги щодо архітектоніки тексту;
- редагування ілюстративних матеріалів;
- перенесення авторських виправлень до верстки;
- підготовка каталожної картки видання;
- візування видавничого оригіналу;
- брати участь у розробці проекту художнього оформлення.

## Сфера застосування редакторських професій
1. Видавництва, де здійснюють підготовку, опрацювання, випуск і реалізацію різних видів видавничої продукції
  - державні видавництва сфери управління Держкомтелерадіо України
  - видавництва сфери управління іншими державними організаціями
  - видавництва інших форм власності
2. Різноманітні організації, фірми, агентства, підприємства, інституції, окремі особи, які мають право провадити видавничу діяльність
3. Органи масової та спеціальної комунікації
4. Редакції газет та журналів
5. Редакції радіомовлення та телебачення
6. Рекламні агенції та рекламні відділи
7. Державні органи законодавчої та виконавчої влади різних видів
8. Маркетингові відділи
9. Бібліотечні або наукові-дослідні установи
10. Центри, організації, які здійснюють багатопрофільну виставку, ярмаркову діяльність.

## Відомі українські головні редактори
- Кічігін Сергій Олександрович
- Луків Микола Володимирович
- Карпенко Віталій Опанасович